# Nixon Kiprotich
Nixon Kiprotich (Kabarnet, 4 dicembre 1962) è un ex mezzofondista keniota, specializzato negli 800 metri piani, gara nella quale ha vinto la medaglia d'argento ai Giochi olimpici di Barcellona 1992. In precedenza, Kiprotich era arrivato ottavo nella finale dei Giochi olimpici di Seul 1988.

## Biografia
Ha concluso al terzo posto la gara degli 800 m piani della Coppa del mondo del 1989. Nello stesso anno ha vinto i campionati africani e nel 1990 è arrivato secondo ai Giochi del Commonwealth.
Durante l'estate del 1992, Kiprotich vinse diversi meeting del Grand Prix, in cui sconfisse William Tanui dal quale poi perse la successiva finale olimpica di Barcellona.
Kiprotich è stato il n. 1 del ranking mondiale degli 800 m piani nel 1993.

## Palmarès
| Anno | Manifestazione  | Sede       | Evento      | Risultato | Prestazione | Note |
| ---- | --------------- | ---------- | ----------- | --------- | ----------- | ---- |
| 1988 | Giochi olimpici | Seul       | 800 m piani | 8º        | 1'49"55     |      |
| 1992 | Giochi olimpici | Barcellona | 800 m piani | Argento   | 1'43"70     |      |

## Altre competizioni internazionali
1989
- Bronzo in Coppa del mondo ( Barcellona), 800 m piani - 1'45"08

1990
- Argento alla Grand Prix Final ( Atene), 800 m piani - 1'45"17

1992
- Argento alla Grand Prix Final ( Torino), 800 m piani - 1'45"92